# Ancien moulin Rod
Pour les articles homonymes, voir Rod.
L'ancien moulin Rod est situé en Suisse à Orbe dans le canton de Vaud. Ce monument historique date du début des années 1400. Afin de conserver le patrimoine et de le faire découvrir au public, un musée est ouvert en 2009. Celui-ci est contraint de fermer ses portes en septembre 2020.

## Situation
Le bâtiment du moulin est attenant au pont des Moulinets, l'un des plus vieux pont de pierre de Suisse construit entre 1420 et 1423, par, selon la légende, un pauvre ermite (Girard Borrelier) et borde la rivière l'Orbe.

## Historique
Le moulin a une activité de minoterie depuis 1423 qui se développe progressivement ; en 1505, le droit d'utilisation de la chute est définitivement acquis. Le moulin se développe sur la rive gauche de l’Orbe et évolue au rythme des progrès techniques et industriels. Le site connaît une forte expansion lors de la reprise du moulin par Jules Rod à la fin du XIXe siècle. Jules Rod (meunier et philanthrope) crée en 1871 la société Moulin Rod SA ainsi qu'un fonds offrant une aide aux nécessiteux. Après s’être étendue sur la rive droite au début du XXe siècle, la minoterie cesse ses activités en 1990. 
En 2020, les traces de cette activité proto-industrielle puis industrielle sont toujours visibles dans l’ensemble des bâtiments. Non seulement leur architecture, très organique, est encore intacte, mais les installations fixes (turbines, filtre à poussières, etc.) et une partie du mobilier se trouvent toujours in situ, conférant à ce témoin de la vie économique du Nord vaudois une valeur supplémentaire. Le site des moulins Rod est d’autant plus remarquable qu’il n’existe pas d’équivalent dans le canton de Vaud, ni même en Suisse romande. 
Le site est racheté par l'entreprise Orllati en vue d'y aménager des appartements. En 2019, Patrimoine suisse, section vaudoise, fait opposition au permis de construire, estimant que le projet n'est pas suffisamment respectueux de l'importance patrimoniale du site et demande son classement. En 2021, l'association obtient gain de cause; le site est classé en note 2 par l’État de Vaud ; une convention passée entre Patrimoine suisse et le propriétaire garantit que les anciens bureaux de Jules Rod seront conservés en l'état.

## Le musée
Ouvert au public en 2009, le musée de l'ancien moulin Rod (connu également sous Patrimoine au fil de l'eau) doit son existence à l'association développement 21. Recommandé par l'Association des Musées Suisses,  il proposait des expositions fixes et itinérantes traitant de sujets divers, en lien avec le moulin et sa région: les énergies renouvelables, le riche passé industriel de la région, la faune locale. En mai 2018, la manifestation du Clou rouge, organisée par Patrimoine suisse, s'arrête au musée dans le cadre de l'Année européenne du patrimoine culturel. Grâce au Clou rouge, le travail de valorisation de "Patrimoine au fil de l'eau" est reconnu, le musée ayant contribué significativement à une meilleure connaissance de l'édifice et de son activité.

## Les expositions
Sur près de 3 000 m2, le musée narrait l'histoire du moulin. On y trouvait des expositions permanentes comme celle de l'histoire de la fabrique du chocolat Peter, qui inaugura son usine à Orbe en 1901 avant de devenir Peter-Cailler-Kohler, Chocolats Suisse SA en 1911, pour enfin fusionner en 1929 avec la société Nestlé à Vevey en Suisse. Autre exposition, celle de la fabuleuse aventure du canal d'Entreroches, projet inachevé d'une liaison fluviale entre le Rhône et le Rhin permettant de relier la mer du Nord à la mer Méditerranée.

## Les activités
Sans but lucratif, l'association Développement 21 proposait dans le cadre de l'ancien moulin Rod un certain nombre d'activités culturelles, pédagogiques et sociales.

### Les études
Plusieurs études traitant de sujets liés à l'importance de l'eau, au biotope régional, à la faune et à la flore, mais aussi sur la vie historique, économique et sociale du patrimoine ont été éditées par l'association Développement 21. Diverses études commandées par l'Etat de Vaud ont été également réalisées sur l'histoire et le mobilier des bâtiments du moulin (rive gauche et rive droite).

### Le festival
Créé en 2014, un festival multidisciplinaire proposait, sous l'appellation Moulin Mouline, de découvrir le musée de manière ludique.